# Derrière deux lièvres
Pour plus de détails, voir Fiche technique et Distribution.
Derrière deux lièvres (За двома зайцями, Za dvoma zaïtsiamy) est un film soviétique réalisé par Viktor Ivanov, sorti en 1961.

## Fiche technique
- Titre original : За двома зайцями, За двумя зайцами
- Titre français : Derrière deux lièvres[1]
- Réalisation : Viktor Ivanov
- Scénario :
- Photographie : Vadym Illenko
- Musique : Vadym Homoliaka
- Pays d'origine : URSS
- Format : Couleurs - 35 mm - Mono
- Genre : comédie
- Durée : 72 minutes
- Date de sortie : 
  - URSS : 21 décembre 1961

## Distribution
- Oleg Borisov : Svirid
- Marharyta Krynytsyna : Pronia
- Mykola Iakovtchenko : Prokop
- Hanna Kouchnirenko : Evdokia
- Nonna Koperjynska : Sekleta Limerikha, mère de Gali
- Natalia Naoum : Galia
- Lioudmyla Alfimova : religieuse Meronia
- Anatoliy Yourtchenko : Stepan
- Constantin Erchov : Pliachka
- Taisia Lytvynenko : Khimka
- Nina Antonova : : une servante de la pension